# Меримда-Бени-Салама
Мери́мда-Бени́-Сала́ма (Мери́мде-Бени́-Сала́ма, Мери́мде) — неолитическое поселение на западной границе Нильской Дельты, в 60 км к северо-западу от Каира. Поселение, являющееся одним из самых больших в додинастический период, датируется V — первой половиной IV тыс. до н. э., что соответствует по времени концу Бадарийского периода — началу периода Накада I в Верхнем Египте, а также файюмской культуре А. Площадь поселения около 18 га, численность населения оценивается от 5 до 16 тыс. чел. Культурный слой достигает толщины 2 м.
Керамика и каменные орудия, найденные в Меримде, сходны с неолитической файюмской культурой A, однако керамика Меримде отличается большей точностью изготовления и разнообразием форм. Найдено много каменных земледельческих орудий: серпы, зернотёрки и др., а также кости рыб, крючки и гарпуны. Это даёт основания предполагать, что наряду с земледелием, одним из важных занятий жителей было рыболовство.
На ранней стадии развития поселения жилища представляли собой небольшие конические хижины из тростника, укрепленные шестом и расположенные хаотично, на поздней стадии хижины делали уже из саманного кирпича и ставили упорядоченно с учетом господствующего ветра. Около хижин находились ямы хозяйственного назначения с сосудами для воды и корзинами для зерна. В 1982 году была найдена разбитая терракотовая голова, которую удалось восстановить. Она является одним из древнейших известных изображений человека в Египте. При раскопках некрополя были найдены погребения, в которых покойники лежат в скрюченном положении, в основном головой на юго-восток и лицом на северо-восток.
Первые раскопки поселения проводились в 1928—1939 гг. под руководством Г. Юнкера. Второй раз археологи исследовали поселение в 1980-е гг, однако, несмотря на это, раскопана еще не вся территория, а только три отдельных участка.